# انحياز البقاء

تظهر الأجزاء التالفة من الطائرات العائدة المواقع التي يمكن أن تأخذ فيها ضربة وتعود إلى القواعد بأمان أما بنسبة للطائرات التي أصيبت في أماكن أخرى لا يبقون على قيد الحياة. (تعرض الصورة بيانات افتراضية.)

انحياز البقاء أو انحياز النجاة هو مغالطة المنطِق بالتركيز على الأشخاص أو الأشياء التي «نَجَت» من عملية ما والتغاضي سهوًا عن التي لم تنجُ بسبب قِلَّة وضوحها.
يُمكن أن يؤدي ذلك إلى استنتاجات خاطئة بِطُرُق عديدة ومختلفة. قد يكون الناجون أشخاصًا، كما في دراسة طبية، أو شركات أو مواد بحثية أو متقدِّمين على وظيفة، أو أيّ شيء يجب أن يخوض عملية اختيار حتى يُسمَح باستمراره.

## أمثلة

### في الأعمال التجارية والمالية والاقتصاد
في المجال المالي، يُعتبر انحياز البقاء أنه الميل إلى استبعاد الشركات الفاشلة من دراسات الأداء لأنها لم تعد موجودة. غالباً ما يؤدي هذا إلى أن تكون نتائج الدراسات أكثر انحرافاً للأعلى لأنها تتضمن فقط الشركات التي كانت ناجحة بما فيه الكفاية لتصمد خلال الفترة المدرجة. على سبيل المثال، فإن اختيار شركة صناديق الاستثمار المشترك اليوم يشمل فقط الصناديق الناجحة الآن. يتم إغلاق العديد من الأموال الخاسرة ودمجها في صناديق أخرى لإخفاء الأداء الضعيف. من الناحية النظرية، يمكن لـ 90٪ من الاحتياطات الموجودة أن تدعي بصدق أنها تتمتع بأداء في الربع الأول من أقرانها في حال كانت المجموعة النظيرة تشتمل على أموال تم إغلاقها.
في عام 1996، أظهر إلتون وغربر وبليك أن انحياز البقاء أكبر في قطاع الصناديق الصغيرة منه في صناديق الاستثمار المشتركة الكبيرة (من المفترض أن الصناديق الصغيرة لديها احتمال كبير بالانضغاط). ويقدرون حجم الانحياز في صناعة صناديق الاستثمار المشتركة الأمريكية بنسبة 0.9 ٪ سنوياً، حيث يتم تعريف هذا الانحياز وقياسه على النحو التالي:
«يتم تعريف الانحياز على أنه متوسط α للصناديق المتبقية ناقص متوسط α لجميع الصناديق»
(حيث تمثل α العائد المعدل للمخاطر على مؤشر إس آند بي 500. هذا هو المقياس المعياري لأداء صناديق الاستثمار المشتركة).
بالإضافة إلى ذلك، في الاختبار الرجعي الكمي لأداء السوق أو غير ذلك من الخصائص فإن انحياز البقاء هو استخدام الفهرس الحالي لمجموعة العضوية بدلاً من استخدام التغيرات الفعلية التي تتكون بمرور الوقت. انظر في الاختبار الرجعي إلى 1990 للعثور على متوسط الأداء (إجمالي العائد) من أعضاء إس آند بي 500 الذين دفعوا توزيعات الأرباح خلال السنة الماضية. لاستخدام ال500 عضو الحاليين فقط وإنشاء خط أسهم تاريخي للعائد الكلي للشركات التي تفي بالمعايير سيضاف انحياز البقاء إلى النتائج. تحتفظ إس آند بي بمؤشر للشركات السليمة مما يزيل الشركات التي لم تعد تفي بمعاييرها كممثل لسوق الأسهم الأمريكية الكبيرة. سيتم احتساب الشركات التي حققت نمواً صحياً في طريقها إلى الإدراج في مؤشر إس آند بي 500 كما لو كانت في المؤشر خلال فترة النمو، وهو ما لم يحدث. بدلاً من ذلك، ربما كانت هناك شركة أخرى في المؤشر تخسر الرسملة السوقية وكانت موجهة لمؤشر إس آند بي 600 لرؤوس الأموال الصغيرة. الذي تمت إزالته فيما بعد ولن يتم احتسابه في النتائج. استخدام العضوية الفعلية في الفهرس وتطبيق تواريخ الدخول والخروج للحصول على العائد المناسب أثناء التضمين في الفهرس من شأنه أن يسمح بإخراج خالٍ من التحيز.
وصف مايكل شيرمر في ساينتفك أميريكان and Larry Smith of the جامعة واترلو ولاري سميث من جامعة واترلو كيف أن المشورة حول النجاح التجاري تشوه المفاهيم عنها بتجاهل جميع الشركات والمتسربين من الجامعات الذين فشلوا. يلاحظ الصحفي والمؤلف ديفيد مكراني أن «مجال الشمورة هو احتكار يديره الناجون. عندما لا ينجو شيء ما فإما أن تتم إزالته بالكامل أو كتم أي صوت يملكه إلى العدم».
في كتابه «البجعة السوداء»، وصف الكاتب المالي نسيم طالب البيانات التي تحجبها تحيز الناجين بأنها «دليل صامت».

## في التاريخ
سئل دياغوراس من ميلوس بشأن اللوحات لأولئك الذين فروا من حطام السفينة: «انظر، أنت الذي تعتقد بأن الآلهة لا تهتم بمصلحة البشر، ماذا تقول بشأن الالكثير من الأشخاص الذين نجوا من الموت من قبل مصلحتهم الخاصة؟» أجاب ديوجين إلى هذا التساؤل: «لماذا، أقول إن صور الذين تم إلقاؤهم والذين يمثلون العدد الأكبر ليست موجودة».
وقد وصفت سوزان موم كيف يقود انحياز البقاء المؤرخين إلى دراسة المنظمات التي لا تزال موجودة أكثر من تلك التي أغلقت. وهذا يعني أن المنظمات الكبيرة الناجحة مثل معهد النساء والذي كان منظماً بشكل جيد ولا يزال لديه محفوظات متاحة للمؤرخين للعمل منها، تتم دراسته أكثر من المنظمات الخيرية الأصغر حجماً على الرغم من أن هذه المنظمات قد أنجزت قدراً كبيراً من العمل.

### في التصنيع وإنتاج البضائع
هناك رأي شائع لدى العديد من السكان هو أن الآلات والمعدات والسلع المصنعة في الأجيال السابقة غالباً ما يتم بناؤها بشكل أفضل وتدوم لفترة أطول من العناصر المعاصرة المماثلة. (ينعكس هذا التصور في التعبير الشائع «إنهم لا يصنعونهم كما كانوا»). مرة أخرى، نظراً للضغوط الانتقائية للوقت والاستخدام فلا مفر من بقاء العناصر التي تم بناؤها حتى النهاية حتى يومنا هذا. لذلك فإن معظم الآلات القديمة التي ما زالت تعمل بشكل جيد في يومنا هذا يجب بالضرورة أن تكون قد بنيت وفقًا لمعايير الجودة اللازمة للبقاء. جميع الآلات والمعدات والسلع التي فشلت على مدار السنوات الفاصلة لم تعد مرئية لعامة السكان لأنها تعرضت للخردة أو التلف أو إعادة التدوير أو التخلص منها بطريقة أخرى.
على الرغم من أن انحياز قد يفسر جزءاً كبيراً من الإدراك الشائع بأن عمليات التصنيع الأقدم كانت أكثر صرامة إلا أن هناك عمليات أخرى قد تفسر هذا التصور مثل التقادم المخطط والهندسة المفرطة. من الصعب المقارنة وتحديد ما إذا كان التصنيع قد أصبح أفضل بشكل عام أو أسوأ. تتغير السلع المصنعة باستمرار، ونادراً ما يتم تصنيع نفس العناصر لأكثر من جيل واحد، وحتى المواد الخام تتغير من عصر إلى آخر. تقدمت القدرات والعمليات في علوم المواد والتكنولوجيا والتصنيع والاختبار بشكل كبير منذ القرن العشرين، مما زاد بلا شك من احتمال حدوث زيادات مماثلة في المتانة، لكن الضغوط على تكاليف الإنتاج والوقت زادت أيضاً، مما أدى إلى اختصارات التصنيع التي غالباً ما تؤدي إلى إنتاج منتجات أقل ديمومة. بشكل عام، من المحتمل أن يكون لدى المستهلك المعاصر إمكانية الوصول إلى نطاق أوسع بكثير من متانة المنتج مقارنة بالأجيال السابقة. مرة أخرى، ينشأ التحيز من حقيقة أن السلع التاريخية ذات النوعية الرديئة لم تعد مرئية، وأن أفضل العناصر المنتجة في الماضي هي التي بقيت حتى اليوم.

### في العمارة والبناء
مثلما يتم إنشاء مبانٍ جديدة يوميًا وتدمير المباني القديمة باستمرار، تتضمن قصة معظم الهندسة المدنية والحضرية عملية تجديد مستمر وترميم وثورة. فقط أكثر المباني جمالاً واستعمالاً وسلامة من الناحية الهيكلية (من منظور شخصي وشعبي) هي المباني التي تصمد من جيل إلى الجيل التالي. وهذا يخلق تأثيراً آخر للاختيار حيث تم القضاء على أبشع وأضعف المباني في التاريخ منذ فترة طويلة من الوجود ومن ثم من المنظور العام وبالتالي يترك انطباعاً واضحاً يبدو صحيحاً ولكنه خاطئ فعلياً بأن جميع المباني في الماضي كانت أكثر جمالاً وبنيت بشكل أفضل.

### في الوظائف التنافسية بشدة
سواء أكان نجوم السينما أو الرياضيين أو الموسيقيين أو الرؤساء التنفيذيين للشركات التي تقدر بمليارات الدولارات والذين تركوا المدرسة فإن وسائل الإعلام الشعبية غالباً ما تحكي قصة الشخص المصمم الذي يسعى لتحقيق أحلامه ويتغلب على الصعاب. هناك تركيز أقل بكثير على العديد من الأشخاص الذين قد يكونون ماهرين ومصممين على نحو مماثل ولكنهم فشلوا في العثور على النجاح بسبب عوامل خارجة عن إرادتهم أو أحداث عشوائية أخرى (على ما يبدو). هذا يخلق تصوراً خاطئاً للجمهور بأنه يمكن لأي شخص تحقيق أشياء عظيمة إذا كان لديه القدرة وبذل الجهد. الغالبية العظمى من الإخفاقات غير مرئية للعين العامة، ولا يُرى إلا أولئك الذين ينجون من الضغوط الانتقائية لبيئتهم التنافسية بانتظام.

### في الجيش
خلال الحرب العالمية الثانية، أخذ الإحصائي أبراهام والد انحياز البقاء في حساباته عند التفكير في كيفية تقليل خسائر المهاجمين إلى نيران العدو. أجرى باحثون من مركز التحليلات البحرية دراسة عن الأضرار التي لحقت بالطائرة التي عادت من المهمات، وأوصوا بإضافة الدروع إلى المناطق التي أظهرت أكبر قدر من الضرر. كما لاحظ والد أن الدراسة لم تنظر إلا في الطائرة التي نجت من مهماتها ولم تكن القاذفات التي أسقطت موجودة لتقييم الأضرار. ومن ثم تمثل الثقوب في الطائرة العائدة المناطق التي يمكن للمهاجم أن يلحق الضرر ولا يزال قادر على إكمال طريق العودة بأمان. اقترح والد أن تقوم البحرية بتعزيز المناطق التي لم تصب فيها الطائرة العائدة، بما أن تلك هي المناطق التي إذا تعرضت للضرب ستؤدي إلى فقد الطائرة فإن عمله يُعتبر منصفاً في الانضباط الناشئ آنذاك للبحوث التشغيلية.

### في القطط
في دراسة أجريت في عام 1987 تم الإبلاغ عن أن القطط التي تسقط من أقل من ستة طوابق وما زالت على قيد الحياة تعاني من إصابات أكبر من القطط التي تسقط من أعلى من ستة طوابق. لقد تم اقتراح أن هذا قد يحدث لأن القطط تصل إلى السرعة النهائية بعد أن تصل إلى حوالي خمسة طوابق وبعد هذه النقطة يرتاحون مما يؤدي إلى إصابات أقل خطورة في القطط التي سقطت من ستة طوابق أو أكثر.
اقترح عمود صحيفة سترايت دوب في عام 2008 أن التفسير المحتمل الآخر لهذه الظاهرة سيكون تحيز النجاة. القطط التي تموت في السقوط تكون أقل احتمالا لإحضارها إلى طبيب بيطري من القطط المصابة، وبالتالي فإن العديد من القطط التي قتلت في السقوط من المباني العليا لم يتم الإبلاغ عنها في دراسات للموضوع.

### في الأشجار الاستوائية
غالبًا ما يُنظر إلى الكروم الاستوائية والليانا على أنها طفيليات كبيرة على الأشجار والتي تقلل من قدرة الأشجار المضيفة على البقاء. لوحظ أن نسبة الأشجار المصابة بديدان الليانا كانت أكثر قدرة بكثير على تحمل الظل وهي أنواع ذات نسبة أعلى من الخشب وأبطئ في النمو في حين لوحظ أن الأشجار الأقل خشباً والأكثر سرعة في النمو خالية من الليانا. أدت هذه الملاحظات إلى توقع أن يكون لليانا آثار سلبية أقوى على الأنواع التي تتحمل الظلال. ومع ذلك، كشفت المزيد من التحقيقات أن الإصابة بالليانا أكثر ضرراً بكثير بأنواع الأشجار سريعة النمو التي تتطلب الضوء حيث يقلل الإصابة بالليانا بدرجة كبيرة من البقاء على قيد الحياة بحيث تكون العينة التي يمكن ملاحظتها متحيزة تجاه أولئك الذين نجوا وكانوا خاليين من الليانا. وبالتالي فإن عينة من الأشجار التي يمكن ملاحظتها مع ليانا في تاجها منحرفة بسبب انحياز البقاء.

### في دراسات التطور
تخضع مجموعات كبيرة من الكائنات الحية التي تسمى «الفروع الحيوية التي تعيش لفترة طويلة» إلى أنواع مختلفة من انحياز البقاء مثل «دفع الماضي» مما يولد الوهم بأن هذه الفروع الحيوية عادةً ما تنشأ مع معدل التنويع العالي الذي يتباطأ عبر الزمن.

## كعيب تجريبي عام
يعد انحياز البقاء (أو تحيز الناجين) بمثابة خلل إحصائي في التطبيقات التي يتم تمويلها من الخارج حيث تتم مقارنة الدراسات المتعلقة بالسكان الباقين بشكل خاطئ مع المتوسط التاريخي على الرغم من أن الناجين لديهم خصائص غير عادية. هذه الخصائص غير العادية المعنية في الغالب هي سجل حافل بالنجاح (مثل الأموال الناجحة).
على سبيل المثال، اعتقد الباحث في علم التخاطر جوزيف بانكس راين أنه تعرف على عدد قليل من الأفراد من مئات الأشخاص المحتملين الذين يتمتعون بقوة الإدراك خارج الحواس. استندت حساباته إلى احتمالية عدم قدرة هذه المواضيع القليلة على تخمين بطاقات زينر المعروضة للشريك بالصدفة.
كان هناك انتقاد كبير ظهر ضد حساباته وهو احتمال الانحياز اللاواعي للبقاء في تحديد الموضوعات. وقد اتهم بعدم مراعاة الحجم الكبير الفعال لعينته (جميع الأشخاص الذين رفضهم لكونهم ليسوا «تخاطريين أقوياء» لأنهم فشلوا في مرحلة اختبارية سابقة). ربما لو فعل هذا للاحظ أنه من العينة الكبيرة ربما حقق شخص أو اثنان سجل النجاح الذي وجده بالصدفة البحتة.
شرح مارتن غاردنر في كتابه بدع ومغالطات باسم العلم أنه لا يعتقد أن المجربين ارتكبوا مثل هذه الأخطاء الواضحة بدافع السذاجة الإحصائية، ولكن نتيجة تجاهل بعض الموضوعات السيئة بمهارة. وقال إنه بدون اللجوء إلى أي خداع من أي نوع سيكون هناك دائماً بعض الأشخاص الذين حققوا نجاح غير محتمل وذلك في حال تم أخذ عينة كبيرة بما فيه الكفاية. لتوضيح ذلك، يتكهن بما سيحدث إذا قرأ مائة أستاذ في علم النفس عمل راين وقرروا إجراء اختباراتهم الخاصة؛ وقال إن تحيز الناجين من شأنه أن يغربل التجارب الفاشلة المعتادة لكنه يشجع النجاحات المحظوظة على مواصلة الاختبار. لقد اعتقد أنه لن يتم الإبلاغ عن الفرضية الفارغة الشائعة (بدون نتيجة) ولكن:
في النهاية، لا يزال هناك مجرب واحد حقق موضوعه درجات عالية لمدة ست أو سبع جلسات متتالية. لا يوجد مجرب أو موضوع على دراية بالمشاريع التسعة والتسعين الأخرى وبالتالي فإن كلاهما لديه وهم قوي بأن الإدراك خارج الحواس حقيقي.
ويستخلص:
يكتب المجرب ورقة حماسية ويرسلها إلى راين الذين ينشرها في جريدته ويثير إعجاب القراء.
إذا قام عدد كاف من العلماء بدراسة هذه الظاهرة فسوف يجد البعض نتائج ذات دلالة إحصائية عن طريق الصدفة وهذه هي التجارب المقدمة للنشر. بالإضافة إلى ذلك فقد تكون الأوراق التي تظهر نتائج إيجابية أكثر جاذبية للمحررين. [19] تُعرف هذه المشكلة بالتحيز في النتائج الإيجابية وهو نوع من تحيز النشر. لمكافحة هذا الأمر، يدعو بعض المحررين الآن إلى تقديم النتائج العلمية «السلبية» حيث «لم يحدث شيء».
يعد انحياز البقاء أحد القضايا التي تمت مناقشتها في ورقة عام 2005 الاستفزازية «لماذا معظم نتائج الأبحاث المنشورة كاذبة».

## في قانون العمل
يمكن أن يؤدي انحياز البقاء إلى إثارة مشكلات الحقيقة في الإعلان عندما يتم قياس معدل النجاح المعلن عن منتج أو خدمة فيما يتعلق بالسكان الذين يختلف تركيبهم عن الجمهور المستهدف الذي تقدم الشركة له أهداف المنتج أو الخدمة مع الإعلان الذي يدعي معدل النجاح هذا. هذه المشاكل تصبح ذات أهمية خاصة عندما
1. يفشل الإعلان في الكشف عن وجود اختلافات ذات صلة بين نوعي السكان أو وصفها بتفاصيل غير كافية
2. تنتج هذه الاختلافات عن «الفحص المسبق» المتعمد للشركة للعملاء المحتملين لضمان السماح فقط للعملاء ذوي السمات التي تزيد من احتمالية نجاحهم بشراء المنتج أو الخدمة خاصةً عندما يتم الحفاظ على سرية إجراءات اختيار الشركة أو معايير التقييم
3. وتتقاضى الشركة التي تقدم المنتج أو الخدمة رسوماً لا سيما الرسوم غير القابلة للاسترداد أو التي لم يتم الكشف عنها في الإعلان لامتياز محاولة أن تصبح عميلًا.

على سبيل المثال، نجحت إعلانات خدمة المواعدة عبر الإنترنت eHarmony.com في اجتياز هذا الاختبار لأنها تفشل في الشقين الأولين وليس الثالث: يزعمون أن معدل النجاح أعلى بكثير من معدل الخدمات المنافسة بينما لا يكشفون عمومًا عن احتساب السعر باحترام لمجموعة فرعية من المشاهدين الذين يمتلكون سمات تزيد من احتمالات العثور على العلاقات والحفاظ عليها والافتقار إلى السمات التي تشكل عقبات أمام قيامهم بذلك (1) وتقوم الشركة باختيار هذه السمات عن عمد عن طريق إدارة عملية فحص مسبقة مطولة تهدف إلى رفض العملاء المحتملين الذين يفتقرون إلى السمات السابقة أو يمتلكون تلك الأخيرة (2) لكن الشركة لا تتقاضى أي رسوم مقابل إدارة اختبار ما قبل الفحص مما يعني أن عملائها المحتملين لا يواجهون «خطراً سلبياً» غير خسارة الوقت وإنفاق الجهد المبذول في إكمال عملية الفحص الأولي.

## اقرأ أيضًا
- انحياز